# Rosa machailensis
Rosa machailensis es una especie de planta del género Rosa, de la familia Rosaceae.

## Taxonomía
Rosa machailensis fue descrita por K. Singh, Harsh Singh, Y. P. Sharma y Gairola en 2022.

## Distribución
Se encuentra en el territorio occidental del Himalaya.